# Vipsania Julia Agrippina
Vipsania Julia Agrippina (19 v.Chr. – 28 na Chr.) was de oudste dochter van Marcus Vipsanius Agrippa en Julia Caesaris maior en het oudste kleinkind van keizer Augustus. Augustus voedde haar op en onderwees haar. Ze staat ook bekend als Julia IV, Julia de Jongere en Julia Caesaris de Jongere. Ze was de tante van Agrippina de Jongere en Caligula.
Rond 5 v.Chr. of 6 v.Chr. heeft Augustus geregeld dat ze trouwde met haar neef Lucius Aemilius Paullus (consul in 1 n.Chr.). Paullus' vader was een neef van Marcus Aemilius Lepidus en zijn moeder was Cornelia Scipio. Scipio en Julia Caesaris waren halfzussen en dochters uit de huwelijken van Scribonia.
Paullus en Julia kregen als kinderen Aemilia Lepida II en Marcus Aemilius Lepidus (6-39). Het grote landhuis dat ze had laten optrekken, zou door Augustus – die niet hield van dergelijke grote buitenhuizen – worden afgebroken. In 8 n.Chr. werd Julia verbannen omwille van een affaire met Decimus Iunius Silanus, een senator. Ze ging naar een klein Italiaans eiland en baarde daar een kind. Augustus wees het kindje af en beval het jonge kind achter te laten op een berghelling om er te sterven. De senator ging in ballingschap, maar zou onder Tiberius terugkeren naar Rome.
Tussen 1 en 14 n.Chr. werd Paullus geëxecuteerd als een samenzweerder in een opstand. Sommige moderne historici menen dat het omwille van Julia's betrokkenheid in de samenzwering was dat ze werd verbannen, met haar overspel slechts als voorwendsel. Tacitus meende Livia Drusilla's intriges tegen haar stiefdochters familie de reden waren en dit zou hebben geleid tot een openlijk medeleven met de gevallen familie. Augustus gaf bevel dat ze nooit mocht worden bijgezet in zijn mausoleum in Rome. Julia stierf in 28 of 29 in ballingschap.